# Jan Szczepaniak (polityk)
Jan Szczepaniak (ur. 24 listopada 1936 w Rdzuchowie-Kolonii, zm. 22 września 2006) – polski polityk, społecznik, prawnik, poseł na Sejm I i II kadencji.

## Życiorys
W 1983 ukończył studia prawnicze na Uniwersytecie Mikołaja Kopernika w Toruniu. Sprawował funkcję wicewojewody (1988–1990) i wojewody (1990–1991) włocławskiego. Był posłem I i II kadencji wybranym z listy Polskiego Stronnictwa Ludowego. W 2005 bez powodzenia kandydował ponownie do Sejmu w okręgu toruńskim.

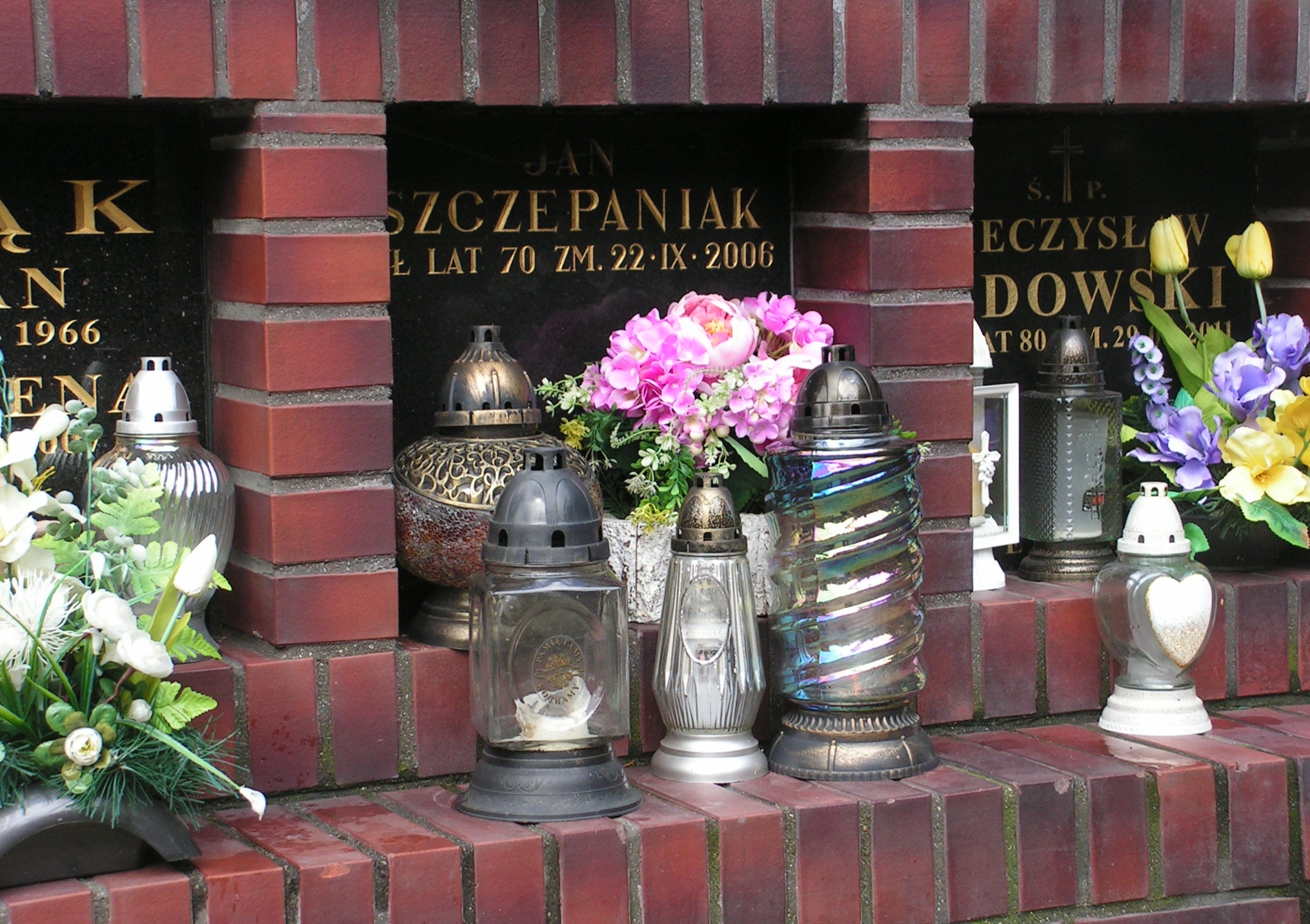
Płyta nagrobna Jana Szczepaniaka w kolumbarium na cmentarzu komunalnym we Włocławku

Przez wiele lat zasiadał we władzach krajowych i regionalnych Związku Ochotniczych Straży Pożarnych RP.
Ojciec Ewy Kierzkowskiej, posłanki na Sejm VI kadencji i wicemarszałek Sejmu.
W 1999 otrzymał Krzyż Oficerski Orderu Odrodzenia Polski. Pochowany na cmentarzu komunalnym we Włocławku.